# Chaperia
Chaperia é um género de briozoários pertencente à família Chaperiidae.
O género possui uma distribuição quase cosmopolita.

## Espécies
Espécies (lista incompleta):
- Chaperia acanthina (Lamouroux, 1825).
- Chaperia albispina (MacGillivray, 1882).
- Chaperia australis (Jullien, 1881).
- Chaperia atypica (Boonzaier-Davids, Ma & McQuaids, 2023). [2]